# Winona (Kansas)
Winona és una població dels Estats Units a l'estat de Kansas. Segons el cens del 2000 tenia 228 habitants.

## Demografia
Segons el cens del 2000, Winona tenia 228 habitants, 84 habitatges, i 56 famílies. La densitat de població era de 352,1 habitants/km².
Dels 84 habitatges en un 36,9% hi vivien nens de menys de 18 anys, en un 58,3% hi vivien parelles casades, en un 6% dones solteres, i en un 33,3% no eren unitats familiars. En el 29,8% dels habitatges hi vivien persones soles el 19% de les quals corresponia a persones de 65 anys o més que vivien soles. El nombre mitjà de persones vivint en cada habitatge era de 2,71 i el nombre mitjà de persones que vivien en cada família era de 3,52.
Per edats la població es repartia de la següent manera: un 32% tenia menys de 18 anys, un 10,1% entre 18 i 24, un 25,4% entre 25 i 44, un 18% de 45 a 60 i un 14,5% 65 anys o més.
L'edat mediana era de 34 anys. Per cada 100 dones de 18 o més anys hi havia 101,3 homes.
La renda mediana per habitatge era de 31.875 $ i la renda mediana per família de 35.500 $. Els homes tenien una renda mediana de 24.821 $ mentre que les dones 12.500 $. La renda per capita de la població era de 15.596 $. Entorn del 14,5% de les famílies i el 16,7% de la població estaven per davall del llindar de pobresa.

## Poblacions més properes
El següent diagrama mostra les poblacions més properes.